# John Philip Saklil

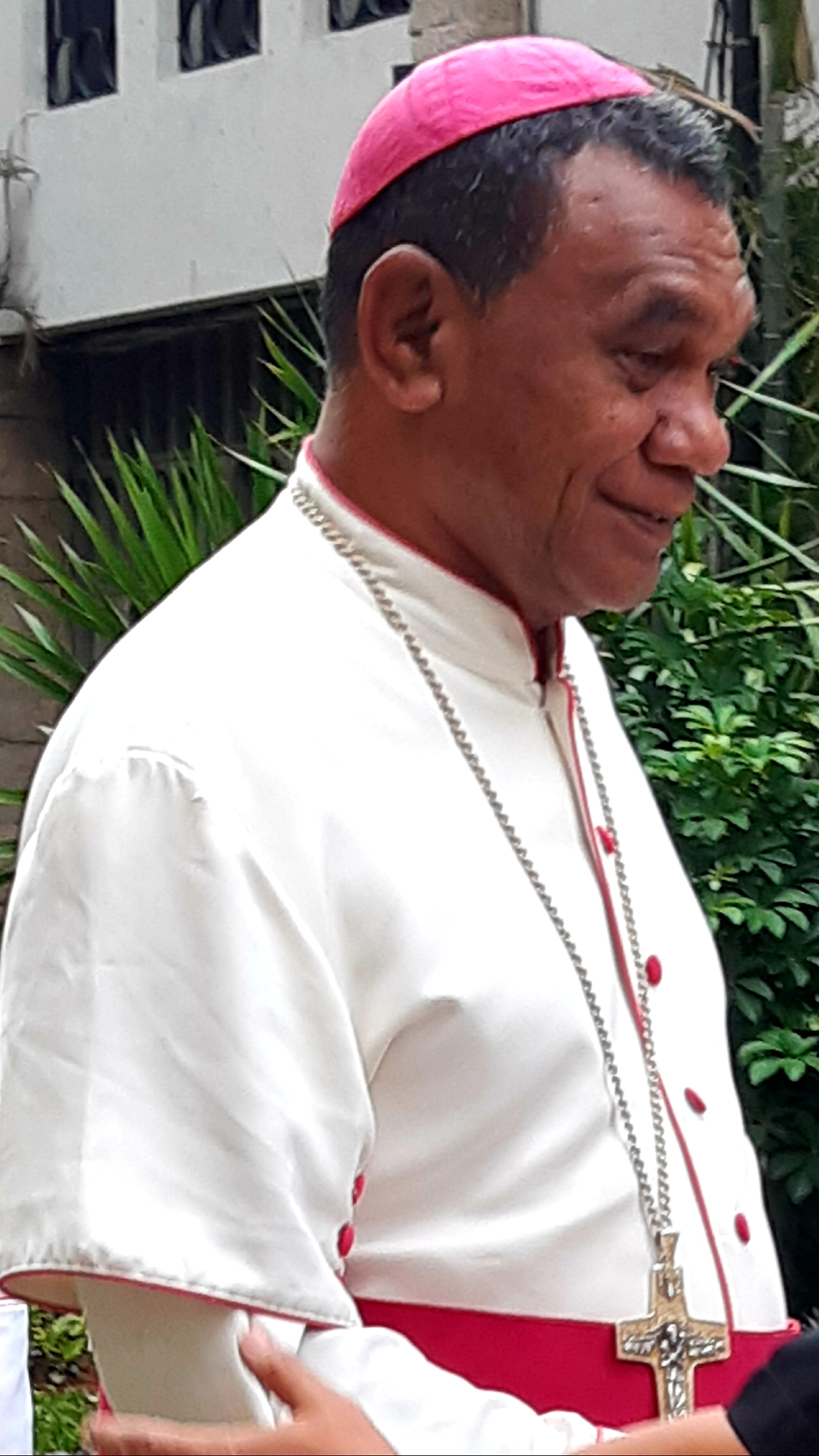
Bischof John Philip Saklil

John Philip Saklil (* 20. März 1960 in Kokonao, West Timika, Indonesien; † 3. August 2019 in Timika, Provinz Papua, Indonesien) war ein indonesischer Geistlicher und römisch-katholischer Bischof von Timika.

## Leben
John Philip Saklil empfing nach seiner philosophischen und theologischen Ausbildung am 23. Oktober 1988 die Priesterweihe für das Bistum Jayapura.
Papst Johannes Paul II. ernannte ihn am 19. Dezember 2003 zum ersten Bischof des mit gleichem Datum errichteten Bistums Timika. Die Bischofsweihe spendete ihm der Bischof von Jayapura, Leo Laba Ladjar OFM, am 18. April des nächsten Jahres; Mitkonsekratoren waren Aloysius Murwito OFM, Bischof von Agats, und Jacobus Duivenvoorde MSC, Erzbischof von Merauke.
John Philip Saklil war in der indonesischen Bischofskonferenz Vorsitzender der Jugendkommission und Vorsitzender der Kommission für soziale und wirtschaftliche Entwicklung.
Er wurde am 27. Juli 2019 von Papst Franziskus zudem zum Apostolischen Administrator der Erzdiözese Merauke in Papua ernannt.
John Philip Saklil verstarb wenige Tage später nach einem Sturz im Hospital von Timika, Papua.